# Секатор

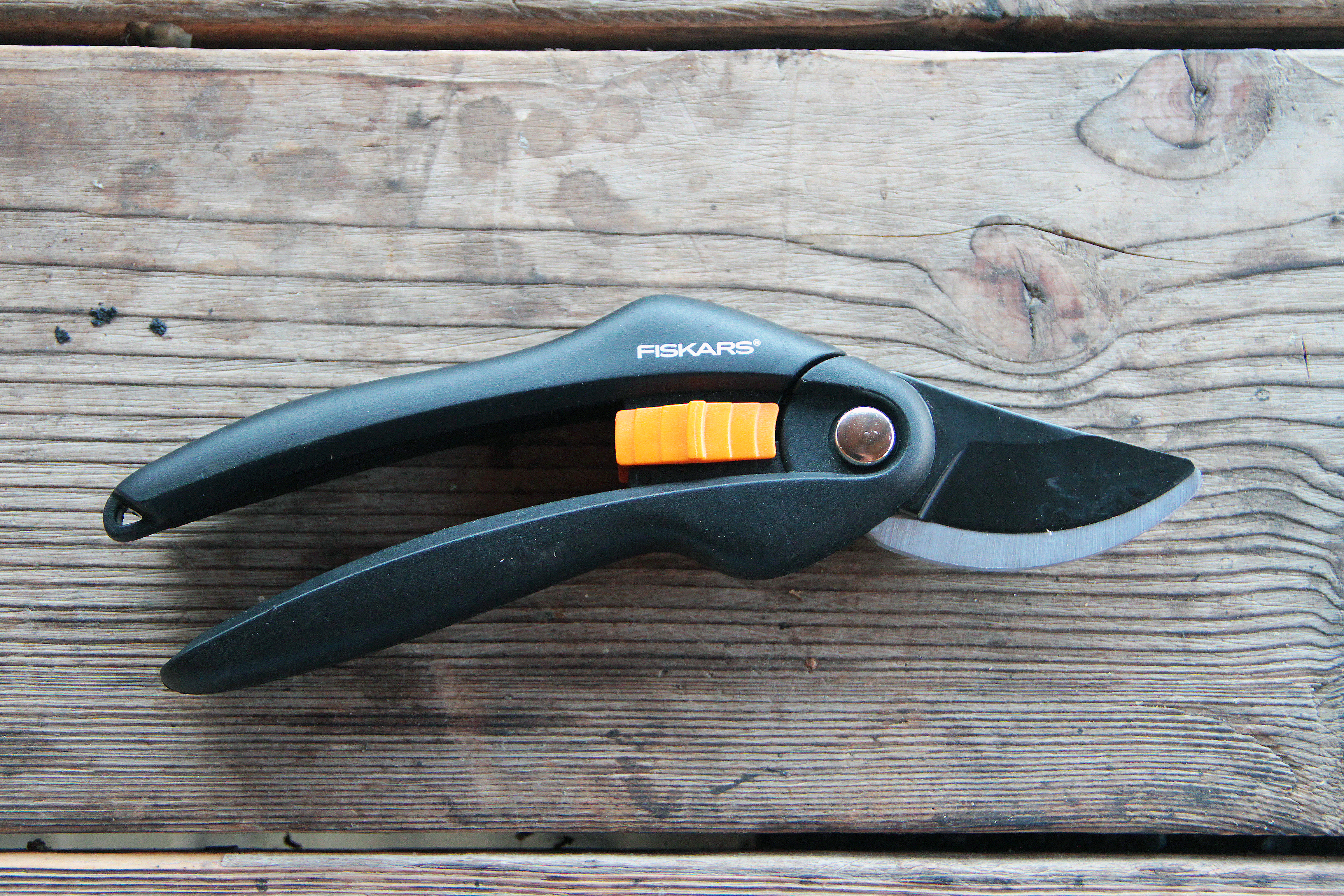
Площинний секатор Fiskars SingleStep™. Red Dot Design Award 2011

Сека́тор (від фр. sécateur — «січний», «ріжучий») — особливий тип ножиць. Відрізняється від класичних ножиць тим, що одне лезо в нього є тупим.

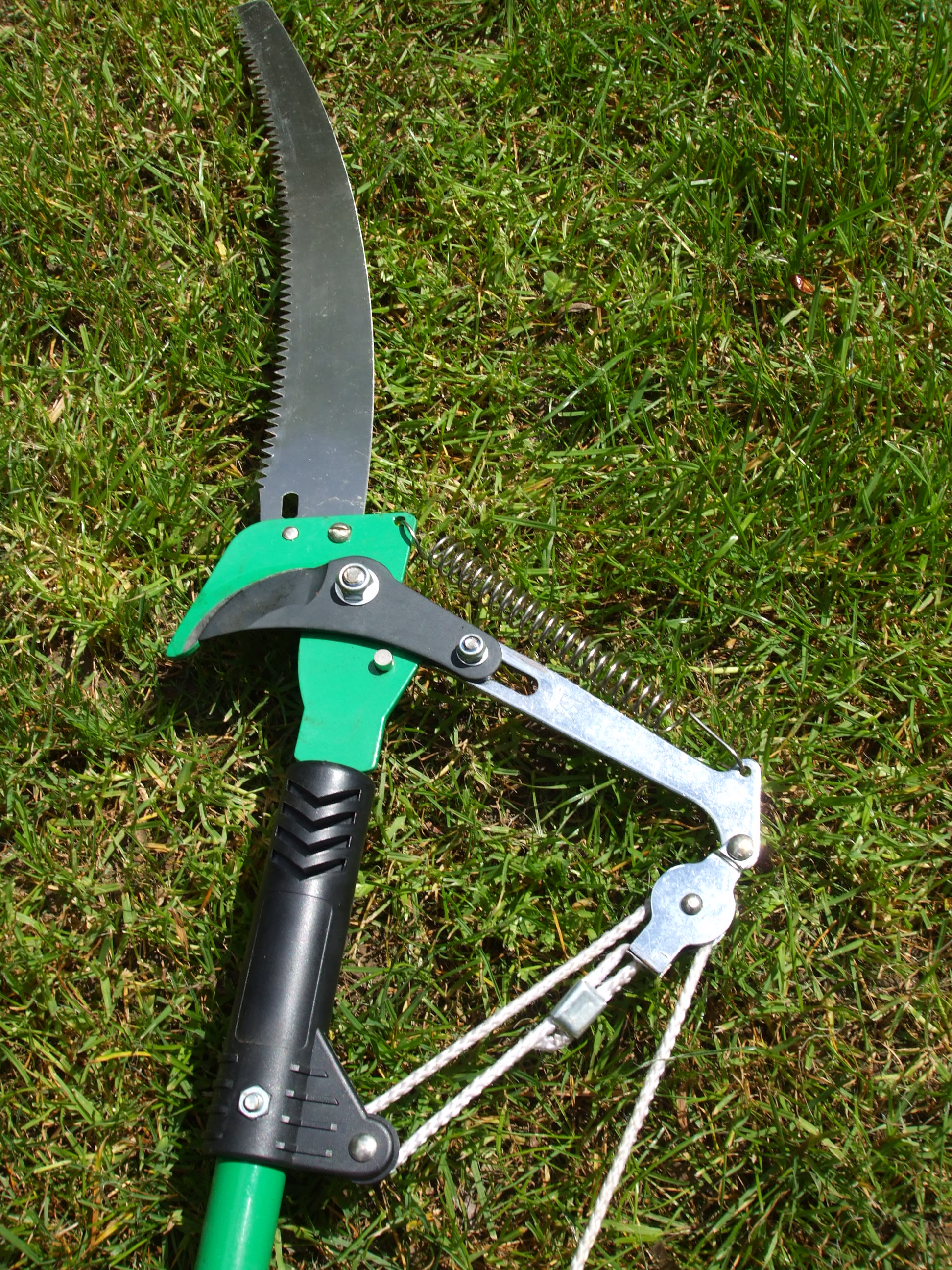
Штанговий секатор, суміщений з пилкою

Використовується для обрізки квітів, декоративних кущів.

## Історія
Секатор був винайдений у Франції в 1815 році, де слово sécateur означало «січний», «ріжучий» (від лат. seco — «ріжу»). Так називалися садові ножиці, які спершу застосовували для підрізування виноградних ліз, а потім для пагонів і нетовстих гілок.
Перші секатори робилися зі сталі, шляхом кування і заточки в ручну, тому вартість таких секаторів була надзвичайно висока. Деякі екземпляри секаторів дожили до наших днів і представлені в музеях садівництва і виноградарства по всьому світу. Вага таких секаторів досягала кількох кілограмів, ножі секатора ледве ковзали по поверхні, а для того, щоб розтиснути секатор в початкове положення, необхідно було це робити двома руками; працювати такими секатором було вкрай важко. А садівник крім знання справи, повинен був мати ще відповідну фізичну підготовку.
Із часом секатор вдосконалювався, у нього з'явилися «родичі»: чагарниковий секатор (кущоріз) і сучкоріз.

## Різновиди
- Звичайний (без храпового механізму) — дозволяє зрізувати гілки до 15-20 мм.
- З храповим механізмом — можна в 3-5 прийомів обрізати гілки 20-40 мм.
- Штанговий секатор («повітряний» чи «висотний») — секатор на довгому держаку (штанзі), до 4 метрів; сучасні варіанти мають телескопічні держаки, де привод здійснюється через мотузку, волосінь, трос; дозволяє зрізати гілки на висоті.
- Сучкоріз — секатор із довгими руків'ями, які за рахунок довжини плеча важеля дозволяють перерізати товсте суччя.